# Gregor Rutz
Gregor Rutz (Zurigo, 12 ottobre 1972) è un imprenditore e politico svizzero dell'Unione Democratica di Centro (UDC). Dal 2012 è membro del Consiglio nazionale per il Canton Zurigo.

## Biografia

### Studi e carriera professionale
Licenziato in diritto presso l'Università di Zurigo, fu assistente presso l'istituto di diritto canonico e ecclesiastico all'Università di Friburgo. È titolare di una agenzia di comunicazione e di una enoteca.
Nel 2015 venne eletto presidente di Swiss Tobacco, l'associazione svizzera dei commercianti di prodotti del tabacco. È presidente dell'associazione Priorità Libertà, che si impegna per limitare la burocrazia e l'eccessiva regolamentazione.
Fa parte del consiglio di amministrazione dell'Instituto svizzero per la formazione di capi azienda, del consiglio di fondazione di Davos Festival e di KMU Clima, che si occupa di attività di compensazione di CO2 e della relativa certificazione. È anche membro del comitato direttivo dell'Associazione Proprietari Fondiari, e all'interno dell'organizzazione è anche presidente della sezione della città di Zurigo e vicepresidente della sezione del Canton Zurigo. Infine fa parte del comitato direttivo di Aktion Medienfreiheit (Azione per la libertà di stampa) e del comitato consultivo dell'Associazione degli importatori svizzeri d'automobili (auto-suisse).

### Attività politica

#### Passaggio all'UDC e politica cantonale
Iniziò la sua attività politica nel PLR, dove svolse il ruolo presidente dei giovani liberali radicali del distretto di Meilen dal 1993 al 1996. Nel 1994 era stato membro del comitato contro l'articolo penale antirazzismo, e le sue esternazioni sul tema lo misero in contrasto con parte del partito. Lasciò il PLR nel 1996, ritenendo che facesse una "buona politica liberale", ma che "mancasse di mordente" su alcune questioni, ad esempio l'abbassamento delle imposte. Nel 1998, sotto sollecitazione di alcuni conoscenti, aderì all'UDC, che riteneva portasse avanti una politica economica e estera più affine alle sue opinioni.
Ha fatto parte della Costituente del Canton Zurigo da giugno 2000 a febbraio 2005, ed è stato membro del Gran Consiglio da maggio 2011 a novembre 2012.
Nel 2001 venne eletto all'unanimità segretario dell'UDC al posto di Jean-Blaise Defago, carica che manterrà fino al 2008. Dal 2009 al 2019 fu vicepresidente della sezione cantonale zurighese del partito.

#### Arrivo in Consiglio nazionale
A novembre 2012, a seguito delle dimissioni del collega di partito Bruno Zuppiger, subentrò al suo posto in Consiglio nazionale per il Canton Zurigo. Ai tempi era considerato un esponente dell'area zurighese e blocheriana del partito, ma anche in grado di attirare l'attenzione dell'elettorato giovanile e urbano. Alle elezioni federali del 2015 venne confermato con 144 629 preferenze, risultando il terzo candidato eletto più votato del cantone. Venne considerato come uno dei possibili successori a Eveline Widmer-Schlumpf in Consiglio federale.
Fu rieletto alle elezioni federali del 2019 con 120 722 preferenze, secondo tra i candidati eletti più votati del cantone. Anche alle elezioni federali del 2023 venne riconfermato con 139 650 secondo tra i candidati eletti più votati del cantone e primo della sua lista. In quella tornata elettore si candidò anche al Consiglio degli Stati per il Canton Zurigo, arrivando secondo al primo turno con 154 910 voti. Con l'appoggio di UDC e PLR, si presentò al secondo turno per il secondo seggio contro la candidata dei Verdi Liberali Tiana Angelina Moser, ma non venne eletto, prendendo 159 328 voti contro i 206 493 della sua avversaria.
Venne considerato uno dei favoriti alla successione di Ueli Maurer al Consiglio federale, ma decise di non presentarsi dicendo di voler mettere "in primo piano i miei progetti professionali". Venne anche menzionato come uno dei possibili successori di Marco Chiesa alla presidenza dell'UDC, carica a cui però non si candidò per mancanza di tempo.

#### Incarichi parlamentari
Gregor Rutz fa parte delle seguenti commissioni parlamentari:
- Commissione delle istituzioni politiche, dal 27 novembre 2012
- Commissione dei trasporti e delle telecomunicazioni, dal 10 dicembre 2015

#### Intergruppi parlamentari
Al marzo 2024 Gregor Rutz fa parte dei seguenti intergruppi parlamentari:
- Pane e pasticceria (presidente): Eventi sul funzionamento del settore organizzati da membri o dall'Associazione Panettieri-Confettieri svizzeri
- Economia e pubblicità (presidente): Gruppo di tutela della libertà di pubblicità
- Bevande spiritose e prevenzione (presidente): Eventi sul funzionamento del settore organizzati da membri o dall'associazione di categoria Spiritsuisse
- Bundeshaus-Band: Gruppo musicale dei parlamentari dell'Assemblea federale
- LPP: Gruppo di informazione e discussione sul secondo pilastro del sistema previdenziale svizzero
- Media e comunicazione commerciale: Gruppo di informazione e discussione della libertà e diversità dei media e la libera comunicazione
- Tennis Club Palazzo federale
- Textilwirtschaft: Gruppo di informazione e discussione sul settore tessile e dell'abbigliamento
- Proprietà immobiliare e fondiaria: Gruppo di rappresentanza degli interessi dei proprietari di immobili in Svizzera nei consigli comunali

### Vita privata
Il luogo di origine di Gregor Rutz è Wildhaus e Zollikon. Sposato senza figli, Rutz è cresciuto nella cosiddetta Goldküste presso il Lago di Zurigo, ed è membro di una corporazione zurighese. Nell'esercito ha raggiunto il grado di furiere.

## Posizioni politiche

### Elezioni
Ha presentato un'iniziativa parlamentare per proibire l'uso di video esplicativi per le votazioni da parte del Consiglio federale.

### Fumo
Rutz ritiene inutili le campagne di sensibilizzazioni contro il fumo, dichiarando che «Si cerca di far passare la sigaretta come qualcosa di negativo e si vuole imporre un dato stile di vita ai consumatori». Si è anche opposto a ulteriori limitazioni degli spazi per fumatori sugli atri e i marciapiedi delle stazioni ferroviarie.
In seguito all'approvazione dell'iniziativa «Sì alla protezione dei fanciulli e degli adolescenti dalla pubblicità per il tabacco», Rutz si è opposto al testo di legge approvato dal Consiglio degli Stati che mirava a abolire la pubblicita per prodotti del tabacco che raggiunge fanciulli e adolescenti. Al riguardo, Rutz ha dichiarato di essere preoccupato dalla «cultura del divieto» e che «ci sono in gioco moltissimi posti di lavoro, ad esempio nel settore della stampa, della pubblicità e degli eventi. Ci sarebbero troppi svantaggi e alla fine non ci guadagna nessuno. Perché un adolescente che vuole iniziare a fumare, lo farà comunque. E lo abbiamo visto con il proibizionismo negli Stati Uniti». Secondo Rutz, la libertà di pubblicità è fondamentale in una economia di mercato, e «se qualcuno offre un prodotto o un servizio, deve essere anche in grado di fargli pubblicità». La stampa svizzera ha associato la presa di posizione di Rutz con il suo incarico di presidente di Swiss Tobacco, l'associazione svizzera di categoria dei commercianti di prodotti del tabacco, e il finanziamento di 35 000 franchi all'UDC da parte della Philip Morris per i candidati al Consiglio nazionale del 2023.

### Immigrazione
Rutz è a favore di un ripensamento in forma restrittiva della politica migratoria svizzera, che ritiene superata. Secondo il parlamentare «la maggior parte degli aspiranti richiedenti asilo - 20 milioni secondo l'ONU - sono giovani uomini senza una motivazione, come potrebbe essere una guerra o una catastrofe naturale, per richiedere l'asilo, ma sono spinti da altre ragioni, soprattutto economiche». Rutz ritiene che il numero di persone richiedenti asilo abbia sovraccaricato il sistema di gestione. Ha criticato anche lo status di ammissione provvisoria concesso a coloro che entrano in Svizzera senza documenti. Rutz si è mostrato favorevole allo spostamento delle procedure di asilo in centri di accoglienza fuori dalla Svizzera, dichiarando che «se si vuole tenere sotto controllo il turismo dell'asilo, bisogna fare in modo che i migranti non abbiano alcuna motivazione per venire in Europa» e che in questo modo si ridurrebbe anche il traffico di esseri umani.
Tramite una iniziativa individuale ha proposto al Gran Consiglio del Canton Zurigo delle misure per limitare il numero di stranieri impiegati negli uffici cantonali: secondo Rutz «Il cantone è il più grande datore di lavoro e troppi posti statali sono occupati da stranieri». Ha proposto anche un'iniziativa parlamentare che consente l'accesso dei dispositivi elettronici di un richiedente asilo per stabilirne l'identità. Secondo un'altra sua iniziativa, approvata dal Consiglio nazionale, i rifugiati che si recano nel paese di origine o di provienenza senza esservi costretti perderanno il loro status: secondo Rutz infatti «chi si reca in vacanza proprio nel Paese in cui sostiene di essere perseguitato, di fatto fornisce la prova che non necessita della protezione del nostro Paese o non ne necessita più, certificando inoltre che nel Paese di provenienza non incombe (più) alcuna minaccia sulla sua persona».
Si è opposto alla concessione dello stato di rifugiate alle donne afghane a seguito dell'ascesa al potere dei talebani, dichiarando che «Fattori di attrazione come il nostro elevato tenore di vita e l'effettivo diritto di soggiorno con una protezione statale aggraveranno ulteriormente la già tesa situazione in materia d'asilo in Svizzera.»

### Media
Rutz si è mostrato favorevole a limitare il canone e il finanziamento della radiotelevisione pubblica SRG SSR. In particolare, ha presentato una iniziativa parlamentare per abolire la tassa di ricezione per le aziende, sostenendo che proprietari e dipendenti aziendali pagano già il canone in quanto persone fisiche. L'iniziativa non è stata però approvata dal Consiglio degli Stati. Durante la pandemia di COVID-19, si è opposto a un finanziamento pubblico di sostegno ai media. Si è anche espresso a favore di una iniziativa per ridurre il canone radiotelevisivo da 365 a 200 franchi. Ha poi sostenuto la supervisione della SRG SSR da parte dal Controllo federale delle finanze.
Rutz ha criticato le attività della SRG SSR, sostenendo che «La SSR gestisce stazioni radiofoniche che rappresentano una concorrenza diretta alle offerte private esistenti; produce programmi televisivi che non fanno parte del "servizio pubblico" e che sono prodotti in forma simile o identica anche da emittenti private e sta espandendo sempre più le sue offerte online». Per questo motivo ha portato avanti una iniziativa per impedire che la SRG SSR si inserisse in settori del mercato al di là della sua concessione e dove sono presenti già operatori privati, ma tale proposta venne bocciata dal Consiglio degli Stati.

### Parlamento
Si è mostrato contrario a una iniziativa che avrebbe imposto ai parlamentari di dichiarare se nelle loro attività accessorie ricevessero più di mille franchi al mese: secondo Rutz la proposta era un attacco al sistema di milizia, dichiarando che «Se dovessero dichiarare ogni franco e ogni centesimo, taluni politici sarebbero costretti ad abbandonare il loro mandato»

### Politica estera
Si è opposto al congelamento dei beni degli oligarchi russi, motivando che «Siamo una piazza finanziaria e questo non è un problema, è un vantaggio», aggiungendo che «la piazza svizzera piace perché qui c’è la sicurezza del diritto».

### Trasporti
Ha proposto un rafforzamento delle regole per le società di noleggio di monopattini elettrici, tra cui delimitare le aree di parcheggio, obbligo di casco e gilet protettivo, e la presenza di un adesivo o targa identificativa. Ha anche presentato una iniziativa parlamentare per limitare l'applicazione dei limiti di velocità di 30 km/h sulle grandi arterie stradali solo per motivi di sicurezza, ma non per ridurre il rumore.